# Sören Sommelius
Lars Otto Malte Sören Sommelius, född 23 oktober 1941 i Helsingborg, är en svensk författare och journalist. Han verkade till 2014 som kulturskribent på Helsingborgs Dagblad, där han 1966 blev tidningens första kulturchef och senare chefredaktör 1974–1976. Han är fredsaktivist och verksam inom Transnationella stiftelsen för freds- och framtidsforskning (TFF).

## Biografi
Sören Sommelius är son till tidningsmannen Ove Sommelius, ägare till Helsingborgs Dagblad (HD), och Veras Sommelius född von Porat. Han är bror till Staffan Sommelius (1944–2021).
Efter gymnasieskola i Helsingborg tog Sommelius en filosofie magister-examen vid Lunds universitet. Det blev ingen akademisk karriär för Sören då brodern Torgny Sommelius omkommit i en flygolycka i Västindien. Sommelius kallades hem till familjeföretaget och blev 1966 HD:s första kulturchef.

### Resor
Sommelius har rest mycket i världen, vilket gett underlag till böcker och kulturartiklar. Från 1980 har han gjort flera resor till Indien. Han har bevakat krigen i forna Jugoslavien och gjort längre resor till den amerikanska södern och rapporterat om den amerikanska medborgarrättsrörelsen.

## Publicistisk verksamhet
Sommelius började som journalist på HD 1965 och skapade tidningens första kultursida. Efter sexdagarskriget året därpå skrev han en lång artikelserie och konflikten Israel-Palestina. Mellan åren 1974 och 1976 var Sommelius chefredaktör för tidningen.
Från 2008 hade Sommelius en blogg kopplad till HD, och efter försäljningen av familjeföretaget skapade han en egen blogg, Nya Kultur-Sören. Han är medlem i redaktionen för webb-TV-kanalen Litteraturkanalen.

## Politiskt  engagemang
Sommelius är fredsaktivist och engagerad i både Transnationella stiftelsen för freds- och framtidsforskning och Nej till Nato-rörelsen. Han har gjort resor i Israel, Jugoslavien, Indien och andra krigszoner och skrivit böcker och hållit föredrag om ”vägar till fred”.